# Roxy Coss
Roxy Coss (* um 1985 in Seattle) ist eine US-amerikanische Jazzmusikerin (Saxophone, Flöte, Bassklarinette, Komposition) des Modern Jazz.

## Leben und Wirken
Coss, die aus Seattle stammt, absolvierte 2008 ihr Studium mit Auszeichnung (Magna cum laude) an der William Paterson University mit einem Bachelor of Music in Jazzstudien/Performance; Unterricht hatte sie bei Rich Perry, Gary Smulyan, Rich DeRosa und Mulgrew Miller. 2009 nahm sie im Eigenverlag ihr selbstbetiteltes Debütalbum auf, an dem u. a. Justin Kauflin mitwirkte. 2011 wurde sie ausgewählt, sowohl am Jazz Ahead Residency Workshop von Betty Carter im Kennedy Center als auch am Jazz-Programm des Steans Institute beim Ravinia Festival teilzunehmen, wo sie bei Rufus Reid, Curtis Fuller, Nathan Davis und David Baker Unterricht hatte. Sie absolvierte zahlreiche Auftritte in den USA, Kanada und Europa. Unter eigenem Namen erschienen dann die Alben Restless Idealism (Origin Records, 2016) und Chasing the Unicorn (2017, mit Alex Wintz, Glenn Zaleski, Rick Rosato, Jimmy Macbride), gefolgt von The Future Is Female (PosiTone, 2017), mit Lucas Pino, Miki Yamankaka, Alex Wintz, Rick Rosato und Jimmy Macbride.
Mit ihrem Roxy Coss Quintet trat sie in zahlreichen bekannten New Yorker Spielstätten auf wie dem Jazz Standard, Smalls, Zinc Bar, Smoke, 55 Bar und im Club Bonafide. Das Quintett gastierte außerdem auf dem Newport Jazz Festival.
Als Begleitmusikern spielte Coss u. a. mit der Claudio Roditi Bigband, der Mingus Big Band und ab 2009 mit dem Diva Jazz Orchestra, mit dem auch Aufnahmen entstanden. Von 2012 bis 2014 gehörte sie der Band von Jeremy Pelt an (Water and Earth) und tourte mit der Formation Macktet um Pelt und Willie Jones III. Als Theatermusikerin war sie in dem Off-Broadway Stück Maurice Hines is Tappin’ Thru Life zu hören. Weiterhin trat sie mit Musikern wie Wynton Marsalis, Joshua Redman, Joe Lovano, Mulgrew Miller, Harry Allen, Steve Wilson, Gary Smulyan, Buster Williams, Harold Mabern, Joe Farnsworth, Jerry Vivino und Eric Marienthal auf. Im Bereich des Jazz war Coss laut Tom Lord zwischen 2009 und 2017 an zehn Aufnahmesessions beteiligt.

## Auszeichnungen
2016 wurde Coss mit der ASCAP Herb Alpert Young Jazz Composer Award ausgezeichnet; dreimal hintereinander wurde sie in den Umfragen zum Kritikerpoll des Down Beat auf die Rising-Star-Liste für Sopransaxophon gesetzt.